# Liste der anglikanischen Bischöfe von Jerusalem
Die Liste der anglikanischen Bischöfe von Jerusalem enthält alle Bischöfe, die die anglikanische Diözese Jerusalem geleitet haben.
Diese Diözese entstand 1841 als gemeinsames preußisch-britisches Bistum. 1886 wurde das Bistum von Preußen aufgekündigt, nachdem man in dogmatischen Streitfragen zu keiner Einigung gekommen war. Die Diözese bestand nun als rein anglikanische Institution der Kirche von England weiter.
Von 1957 bis  1974 war Jerusalem ein extraprovinzielles Erzbistum unter dem Primat von Canterbury. Aufgrund der Teilung Jerusalems gab es von 1958 bis 1976 einen eigenen (arabischen) Bischof für Ost-Jerusalem und die arabischen Nachbarstaaten. 1976 ging nach einer umfassenden Umstrukturierung aus dem Erzbistum die eigenständig Episkopalkirche von Jerusalem und dem Nahen Osten hervor, die aus drei Diözesen besteht. Dem Bischof von Jerusalem sind heute die anglikanischen Kirchengemeinden in Israel, den palästinensischen Gebieten, Jordanien, Libanon und Syrien unterstellt.
Die anglikanische Bischofskirche von Jerusalem ist die St. George’s Cathedral in der nördlichen Neustadt. Die größte Gemeinde besitzt hingegen die Church of the Redeemer im jordanischen Amman.

## Liste der Bischöfe
- 1. Michael Salomo (Solomon) Alexander (von England ausgewählt); 1841–1845
- 2. Samuel Gobat (von Preußen ausgewählt); 1846–1879
- 3. Joseph Barclay (von England ausgewählt); 1879–1881

Nicht besetzt von 1881 bis 1887 als Folge des preußisch-britischen Zerwürfnisses
- 4. George Francis Popham Blyth; 1887–1914
- 5. Rennie MacInnes; 1914–1931
- 6. George Francis Graham Brown; 1932–1942
- 7. Weston Henry Stewart; 1943–1957
- 8. Angus Campbell MacInnes,  Erzbischof; 1957–1969

Najib Cuba’in, Bischof von Ost-Jerusalem, Jordanien, Libanon und Syrien; 1958–1976
- 9. George Appleton, Erzbischof; 1969–1974
- 10. Robert Stopford, Generalvikar; 1974–1976
- 11. Faik Ibrahim Haddad (erster Palästinenser); 1976–1984
- 12. Samir Hanna Kafity; 1984–1998
- 13. Riah Hanna Abu El-Assal; 1998–2007
- 14. Suheil Salman Ibrahim Dawani; 2007–2021, Erzbischof seit 2014
- 15. Hosam Naoum, Erzbischof, seit 2021